# ジョン・ネヴィル (初代モンターギュ侯)
初代モンターギュ侯ジョン・ネヴィル（John Neville, 1st Marquess of Montagu, 1431年 - 1471年4月14日）は、薔薇戦争期のヨーク派のメンバーの1人で、エドワード4世統治初期のイングランド北部でのランカスター派掃討で有名である。

## 生涯
ジョン・ネヴィルはソールズベリー伯リチャード・ネヴィルとソールズベリー女伯アリス・モンタキュート（Alice Montacute）の息子で、ウォリック伯リチャード・ネヴィルの弟として生まれた。
彼は1459年9月のブロア・ヒースの戦いでランカスター派に捕えられて、収監された。1460年7月のノーサンプトンの戦いでのヨーク派の勝利によって彼は解放されたが、1461年2月の第二次セント・オールバーンズの戦いで再び捕えられた。
この2回目の投獄から解放された後、彼はイングランド北部のヨーク派軍を指揮して、1465年のヘッジレイ・ムーアの戦いとヘクサムの戦いでランカスター派を破った。
ランカスター派掃討の褒美として、ジョン・ネヴィルは新設のノーサンバランド伯爵に列せられた。この称号は長らくパーシー家（Percy family）に受け継がれていたが、ランカスター派に組したパーシー家は、私権剥奪状態にあったのでジョン・ネヴィルのものとなった。しかし、1470年にヘンリー・パーシーが復権すると、ジョン・ネヴィルは伯爵位と多くの官位を元のパーシーに返さなければならなくなった。
この代償として彼は新設のモンターギュ侯爵（Marquess of Montagu）に列せられたが、爵位に見合うような所領はなかった。これを不服としたジョン・ネヴィルはエドワード4世に敵対し、ヘンリー6世復活のために兄のウォリック伯に合流した。ジョン・ネヴィルは北部で高位に復帰したが、バーネットの戦いで戦死した。

## 子女
彼はイサベル・インゴールスロップ（Isabel Ingoldsthorpe, 1441年 - ?）と結婚して7人の子供をもうけた。
- ジョージ・ネヴィル（1457年頃 - 1483年） - ベッドフォード公、子孫無し。
- ジョン・ネヴィル（John Neville） - 子孫無く1483年以前に死亡。
- イサベラ・ネヴィル（Isabella Neville） - ウィリアム・ハドルストン卿（Sir William Huddleston）と結婚し、後にウィリアム・スマイス卿（Sir William Smythe）と結婚。
- エリザベス・ネヴィル（Elizabeth Neville） - ヘンリー・ウェントワース卿（Sir Henry Wentworth）と結婚。
- ルーシー・ネヴィル（Lucy Neville） - アントニー・ブラウン卿（Sir Anthony Browne）と結婚。
- アン・ネヴィル（Ann Neville） - ウィリアム・ストナー卿（Sir William Stonor）と結婚した。
- マーガレット・ネヴィル（Margaret Neville） - ジョン・モーティマー卿（Sir John Mortimer）と結婚、初代サフォーク公チャールズ・ブランドンと再婚した（1507年解消）。

| イングランドの爵位 | イングランドの爵位                   | イングランドの爵位 |
| ------------------ | ------------------------------------ | ------------------ |
| 爵位創設           | モンターギュ侯爵 1470年 - 1471年     | 廃絶               |
| 爵位創設           | ノーサンバランド伯爵 1465年 - 1470年 | 爵位返還           |
| 爵位創設           | モンターギュ男爵 1461年 – 1470年     | 爵位返還           |